# Rosalie van der Hoek
Rosalie van der Hoek (Paesi Bassi, 16 dicembre 1994) è una tennista olandese.

## Carriera
Rosalie van der Hoek ha vinto 30 titoli nel doppio nel circuito ITF in carriera. Il 14 gennaio 2019, ha raggiunto il best ranking mondiale nel singolare al numero 759. Il 18 ottobre 2021 ha raggiunto il miglior piazzamento mondiale nel doppio, al numero 83.
Ha compiuto il suo debutto in un torneo WTA al Citi Open 2017, prendendo parte al tabellone di doppio con Chayenne Ewijk.

## Statistiche WTA

### Doppio

#### Sconfitte (2)
| Legenda              |
| -------------------- |
| Grande Slam (0)      |
| Argenti Olimpici (0) |
| WTA Finals (0)       |
| WTA Elite Trophy (0) |
| Dal 2021             |
| WTA 1000 (0)         |
| WTA 500 (0)          |
| WTA 250 (2)          |

| N. | Data           | Torneo                                          | Superficie  | Compagna     | Avversarie in finale           | Punteggio        |
| 1. | 11 luglio 2021 | Hamburg European Open, Amburgo                  | Terra rossa | Astra Sharma | Jasmine Paolini Jil Teichmann  | 0-6, 4-6         |
| 2. | 27 agosto 2022 | Championnats Banque Nationale de Granby, Granby | Cemento     | Harriet Dart | Alicia Barnett Olivia Nicholls | 7-5, 3-6, [1-10] |